# Иллени, Катица
Ка́тица И́ллени (Illényi Katica, 17 февраля 1968 года, Будапешт) — венгерская скрипачка, певица, танцовщица и исполнительница на терменвоксе.

## Биография
Катица Иллени родилась в семье музыкантов. Ее мать — преподаватель, пианистка; отец — Ференц Иллени (1935-2007), скрипач Венгерской государственной оперы. Всех своих четверых детей — дочерей Катицу и Анико и сыновей Ференца и Чабу — он вырастил музыкантами, начав их обучение с трех-четырех лет.
С 14 лет Катица обучалась в классе для особых талантов Музыкальной академии Ференца Листа и в Средней музыкальной школе имени Белы Бартока, в 1991 году окончила Музыкальную академию Ференца Листа по классу скрипки. Еще во время учебы в академии начала играть в оркестре Венгерской государственной оперы.
Не желая замыкаться в мире классической музыки, Катица Иллени занялась джазом, вокалом и танцем, изучала актерское мастерство, освоила степ, играла в опереттах и мюзиклах. С 1996 по 2002 год Катица выступала в Будапештском клезмерском оркестре в качестве скрипачки и певицы. С 1999 года ее стали приглашать в различные телешоу с сольными выступлениями. 
В 2002 году Катица Иллени начала сольную карьеру. На ее концертах наряду с классическим репертуаром звучат джазовые произведения, музыка кино и бродвейских спектаклей, народная музыка. 
4 января 2014 года на новогоднем концерте в будапештском Дворце искусств, в национальном концертном зале имени Белы Бартока, Катица впервые играла на терменвоксе. На сегодняшний день она является единственным венгерским исполнителем классической музыки на этом инструменте.
Сестра Катицы Анико — ведущая виолончелистка оркестра «Музикколлегиум Винтертур» в Швейцарии; старший брат Ференц — скрипач Хьюстонского симфонического оркестра в США; второй брат, Чаба, тоже скрипач, выпускник Высшей школы музыки и исполнительского искусства в Вене. В 2010 году Катица Иллени вместе с сестрой и братьями дала концерт памяти своего отца в концертном зале имени Белы Бартока.
На мой взгляд, это неправда, что люди не любят классическую музыку, они просто ее не знают.

## Награды и звания
- eMeRTon — премия Венгерского радио (2002)
- Премия имени Ференца Листа (2012)[6]
- Заслуженная артистка Венгрии (2015)
- Выдающийся деятель искусств Венгрии (2020)

## Дискография
- Катица Иллени играет на терменвоксе (2014)2002: Premier

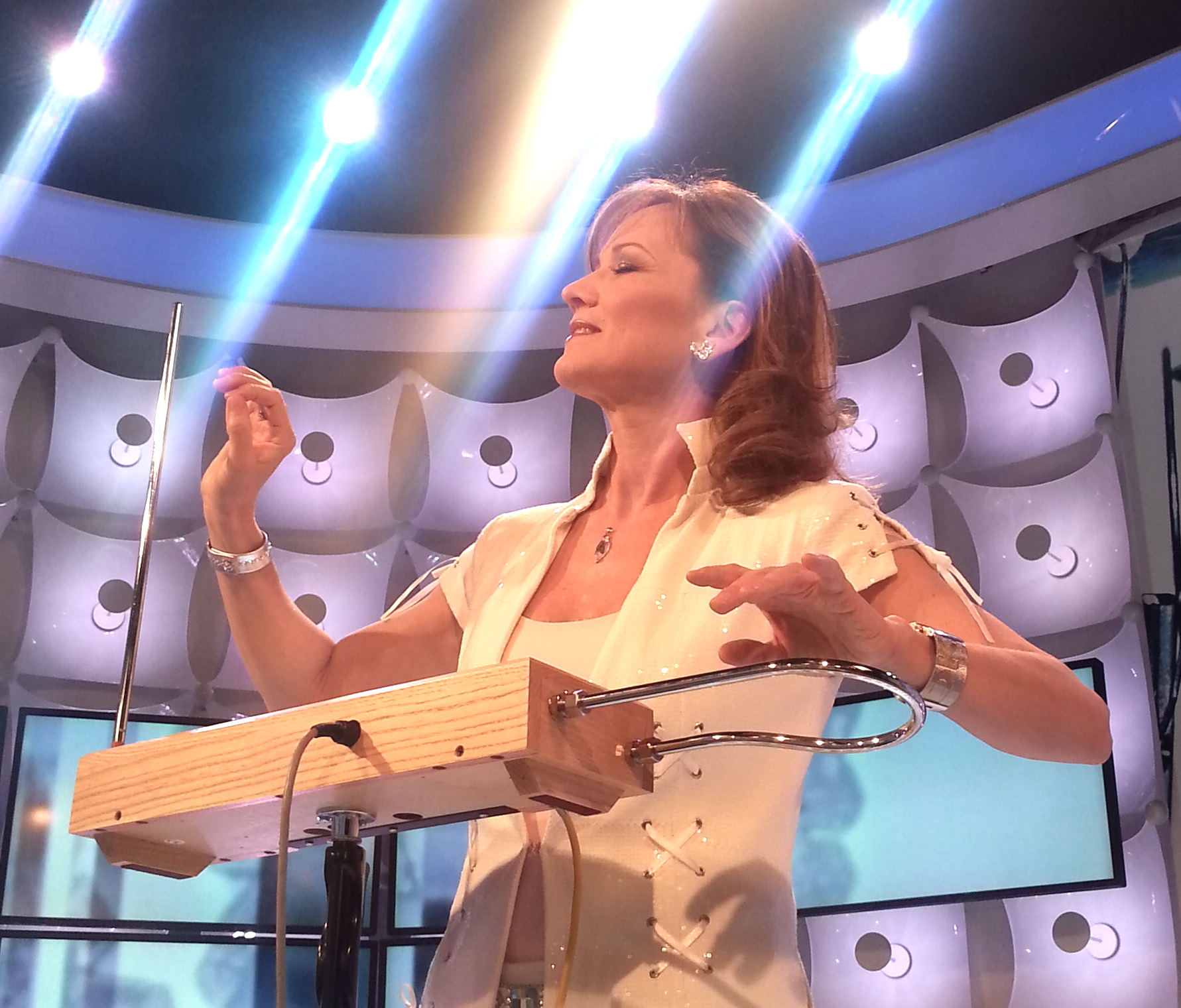
Катица Иллени играет на терменвоксе (2014)

- 2005: Honeysuckle Rose / Mézillatú nyár
- 2006: Koncert a Művészetek Palotájában 2006
- 2007: Tavaszi koncert a Zeneakadémián
- 2008: The Jazzy Violin
- 2009: Szerelmesék
- 2010: Illényi Katica és testvérei koncertje a Művészetek Palotájában
- 2011: Live in Budapest
- 2012: Hegedűvel a világ körül
- 2013: Világhírű filmzenék
- 2013: Reloaded Jazzy Violin
- 2014: 80 nap alatt a Föld körül
- 2016: Újévi koncert a Budapesti Vonósokkal
- 2016: Theremin Christmas
- 2017: Illényi Katica és barátai koncert, Kongresszusi Központ
- 2018: Tango Classic
- 2019: Lullaby – Beautiful Melodies by Contemporary composers
- 2020: Jubileumi koncert
- 2012: Classic violin

## Видеография
- 2006: Concert at The Palace of Arts, Béla Bartók National Concert Hall2007: Spring Concert at the Franz Liszt Academy of Music
- 2008: Stéphane Grappelli Tribute, Thalia Theatre
- 2008: Concert at the Thalia Theatre
- 2009: Love Songs, Tivoli Theatre
- 2010: Concert at the Comedy Theatre Budapest with Judit Faludy and Miklós Szenthelyi & Hungarian Virtuoso Orchestra
- 2010: Katica Illényi - Sisters and Brothers at the Palace of Arts, Béla Bartók National Concert Hall
- 2011: Live in Budapest, Palace of Arts, Béla Bartók National Concert Hall
- 2014: Palace of Arts Budapest Béla Bartók National Concert Hall
- 2015: New Years Concert – Around the World in 80 days
- 2016: New Year Concert at Royal Ballroom with Budapest Strings
- 2017: Katica Illényi & Friends Budapest Congress Center
- 2018: Tango Classic, Celebration Hall of Vigadó
- 2019: Jubilee Concert - Budapest Congress Center

## Роли в опереттах и мюзиклах
- 1991: Ф. Легар, «Страна улыбок» — принцесса Ми (Нью-Йорк)
- 1992: И. Кальман, «Королева чардаша» — Стаси (Торонто)
- 1993: А. Сирмаи, «Магнат Мишка» — Ролла (Торонто)
- 1995: К.-А.-Д. Гал, «Семь пощёчин» — Мейзи Тербанкс (Будапешт)
- 1997: Дж. Бок, «Скрипач на крыше» — скрипач (Будапешт)
- 1998: Ф. Лоу, «Моя прекрасная леди» — Элиза (Торонто)

### Видеозаписи выступлений
- «Чардаш» (Витторио Монти) — скрипка на YouTube
- «Smile» (Чарльз Чаплин) — вокал, терменвокс на YouTube
- «Либертанго» (Астор Пьяццола) — скрипка, с Анико, Ференцем и Чабой Иллени на YouTube
- «Step by Step» (Петер Шарик), «Мамбо № 5» (Дамасо Перес Прадо) — степ, с Арпадом Пировицем на YouTube